# 亚历山大·雷巴克
亞歷山大·雷巴克（1986年5月13日—），是出生於白俄羅斯的挪威歌手、作曲家、小提琴家、鋼琴家、作家和演員。
在2009年，他以自創曲《童話》代表挪威參加在俄罗斯莫斯科舉辦的2009年歐洲歌唱大賽，最後以387分的成績獲得冠軍，這也是當時最高的比賽得分。同年，雷巴克的首張專輯《童話》發行，在挪威和俄羅斯獲得排行榜冠軍之外，共在九個歐洲國家中打入排行榜前20名。在這之後，雷巴克經常受邀擔任表演嘉賓，包括2012年及2016年歐洲歌唱大賽作為嘉賓在中場時間表演小提琴。2018年，雷巴克帶著歌曲《That's How You Write a Song》再次代表挪威出賽2018年歐洲歌唱大賽。

## 私人生活
雷巴克於1986年5月13日出生在當時的蘇聯白俄羅斯蘇維埃社會主義共和國。在他四歲的時候，一家人移民到挪威。雷巴克接受正教會的受洗，從小在這樣的環境裡長大。
雷巴克的父母Natalia Valentinovna Rybak與Igor Alexandrovich Rybak都是古典樂演奏家，在雷巴克五歲時就開始演奏鋼琴和小提琴。雷巴克曾表示：「我總是喜歡娛樂，不論如何這就是我的職業。」，現在他在阿克爾碼頭買了新公寓並生活在那裡。

### 情緒問題
在2010年歐洲歌唱大賽決賽的彩排中，因為音控人員無法達到他的要求而勃然大怒，雷巴克猛擊音控人員的手，並弄傷對方的手指。在同年6月在瑞典電視台進行彩排時，他把小提琴砸到地板上，因此被取消演出。雷巴克無法控制憤怒情緒的事件引起評論者的懷疑：雷巴克是否有情緒控制的問題。根據雷巴克的經紀人Kjell Arild Tiltnes表示，雷巴克沒有情緒上的問題，並表示：「只要雷巴克發洩的目標在他本身，我想他沒有理由需要別人來幫助他這件事情。」。
雷巴克表示：「我以前從未提起有關我聲音的事情，而且那就是為什麼我提起的原因。我只是一個人類，並不是像大眾認為那麼有光鮮亮麗的外表。而且走出挫折很好，我可以繼續走下去；這是我能超越自己的一樣事情。」。

## 生涯
雷巴克從十歲開始便就讀於巴勒特音樂學院；由於在歐洲歌唱大賽的成功，目前休學中。
2004年，他獲得Anders Jahre文化獎。隔年，他參加了挪威版的《流行偶像》，成功晉升至準決賽。2006年，雷巴克參加由挪威廣播公司舉辦的才能競賽，以他自創的歌曲《Foolin》贏得Kjempesjansen(大機會)。
雷巴克和幾位藝人、音樂家合作過，像是挪威樂團a-ha的主唱莫滕·哈克特和小提琴家亞弗·泰勒弗森。在2007年他擔任了於奧斯陸新戲院上演的《屋頂上的提琴手》小提琴手角色，並以該角色獲得Hedda獎。

### 2009年歐洲歌唱大賽

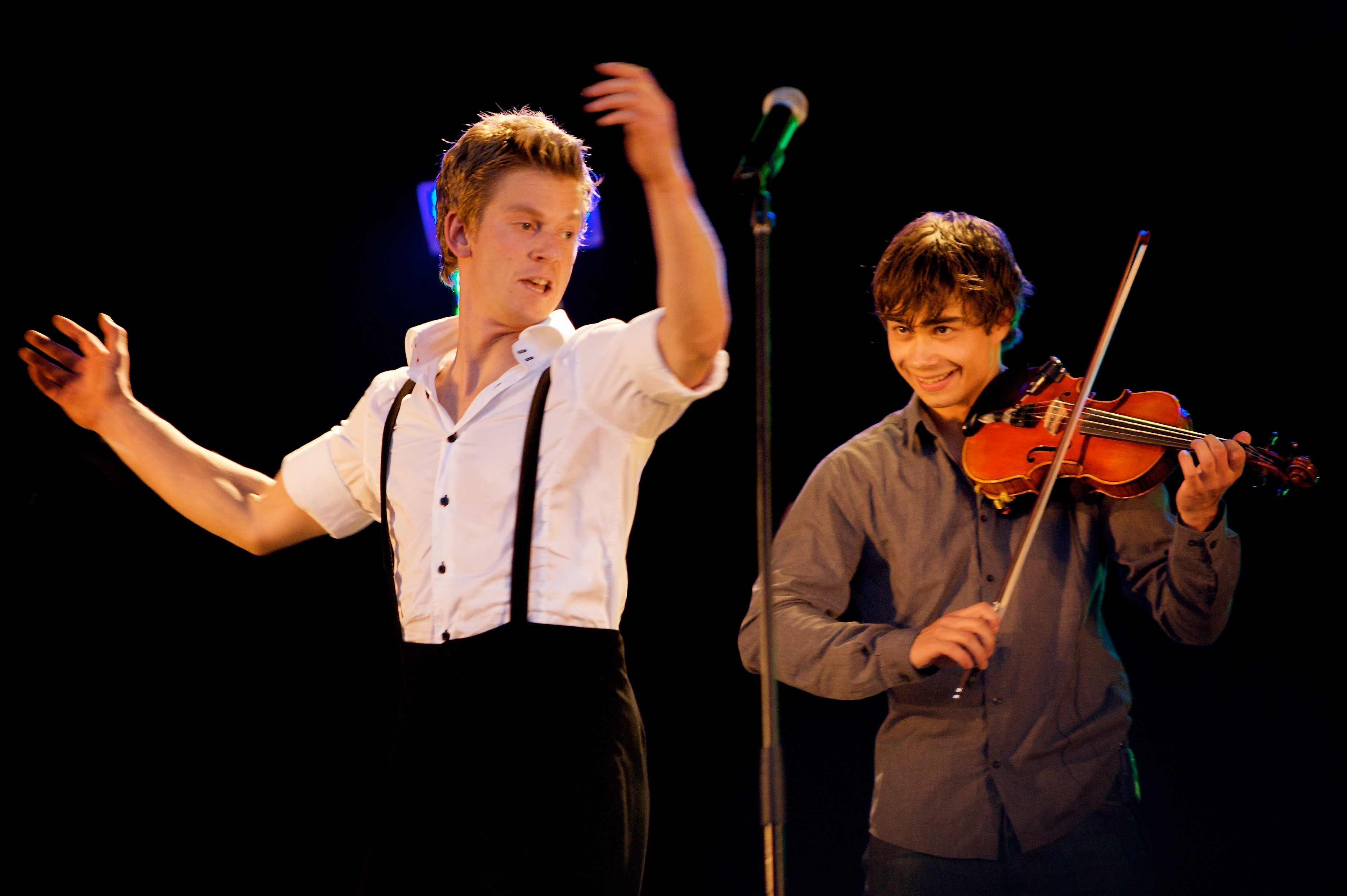
亞歷山大·雷巴克與來自Frikar Dance Company的舞者一同表演《童話》

雷巴克以一首來自挪威民間音樂靈感的歌曲《童話》，用387分的高分贏得了2009年歐洲歌唱大賽，和雷巴克一起演出的是現代民俗舞團Frikar。這首歌在挪威報紙Dagbladet獲得良好的評價，並在ESCtoday「最看好誰進決賽」的調查獲得71.3%的票數。
在挪威的國家預賽時，雷巴克獲得壓倒性的勝利。在全部九個區域的投票都拿第一位，包括電視投票和評審團的總票數是74萬7888，而第二名的托恩·達姆利總票數只有12萬1856。
《童話》這首歌參加2009年歐洲歌唱大賽的第二準決賽，取得進入決賽的門票。雷巴克得到每個參賽國的投票（除了挪威，規定是不準投給自己的國家），獲得壓倒性的勝利。而387的總分則是超越了妖怪樂團在2006年歐洲歌唱大賽的292分，更是以169分的差距大勝第二名的冰島選手約翰娜。他和季馬·比蘭、卡蘿拉及恰拉·西拉庫薩等人一樣，也是在歐洲電視網取得音樂生涯上成功的藝術家之一。

### 首張專輯和電影

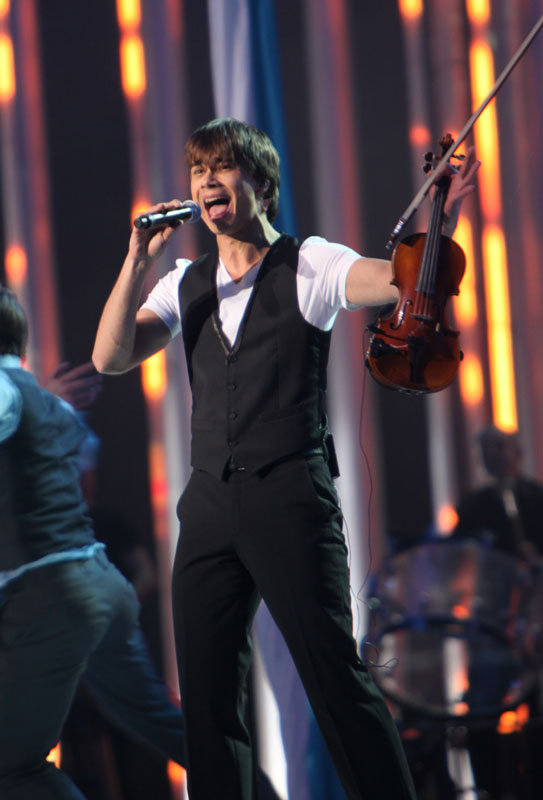
亞歷山大·雷巴克受邀成為2009年諾貝爾和平獎音樂會的表演嘉賓

在贏得歐洲歌唱大賽的冠軍之後，發行了第一張專輯《童話》。雷巴克還和其他明星一起演出由Grete Salomonsen導演的電影《Yohan: The Child Wanderer》，這部電影於2010年公開發表。雷巴克和從前贏過歐洲歌唱大賽冠軍的伊麗莎白·安德森進行挪威的巡迴演出，而這個計劃是在他參加歐洲歌唱大賽之前就決定的。2009年時，他也和Frikar一起進行挪威和歐洲的巡迴演出。2009年的12月，在奧斯陸光譜劇院舉辦的諾貝爾和平獎音樂會（原文：Nobel Peace Prize Concert）上，他和其他九個音樂人一樣進行表演，而雷巴克表演了他很成功的曲子《童話》。同時挪威EMI發表了一部名為《童話》的電影，由挪威廣受讚譽的導演Rune Langlo所拍攝，電影紀錄了雷巴克在莫斯科為挪威取得頂尖獎賞的旅程。這年，雷巴克也參與錄製俄羅斯電影《Black Lightning》的插曲《I Don't Believe in Miracles / Superhero》。

### 2010–2011
2010年1月30號，雷巴克在芬蘭對於歐洲歌唱大賽的國內預選時，表演了新單曲《Europe Skies》。3月12號，在英國的電視節目Eurovision: Your Country Needs You上表演了2009年的冠軍曲目《童話》。4月時發行了和Opptur合作的新單曲《Fela Igjen》。
雷巴克的第二張專輯《No Boundaries》於2010年6月4日發行，但是專輯並非像第一張專輯那麼成功，即使如此，專輯仍在挪威排行榜拿下第七名、瑞典排行榜第八名以及芬蘭排行榜第三十二名。2011年1月7號，雷巴克參加瑞典舞蹈節目《Let's Dance》（瑞典版本的Strictly Come Dancing），在節目中雷巴克對上其他的瑞典名人們有著不錯的成績。但在3月11號，雷巴克從評審和公開投票得到最低的票數，最終止步於四強。
2011年，雷巴克與馬茨·保爾森合作，發行了專輯《Visa vid vindens ängar》。在這年，雷巴克也以來賓身份出席羅馬尼亞選秀節目《X Factor》。

## 音樂專輯
| 專輯名稱                   | 專輯資料                                                                                 | 最高排位 | 最高排位 | 最高排位 | 最高排位 | 最高排位 | 最高排位 | 最高排位 | 最高排位 | 最高排位 | 最高排位 | 最高排位 |
| 專輯名稱                   | 專輯資料                                                                                 | 挪威     | 奧地利   | 比利時   | 丹麥     | 芬兰     | 法国     | 德国     | 荷蘭     | 波蘭     | 瑞典     | 瑞士     |
| -------------------------- | ---------------------------------------------------------------------------------------- | -------- | -------- | -------- | -------- | -------- | -------- | -------- | -------- | -------- | -------- | -------- |
| 童話                       | - 發行日期：2009年5月29日 - 唱片公司：EMI、環球唱片 - 釋出形式：數位音樂下載、CD         | 1        | 46       | 13       | 15       | 4        | 21       | 16       | 29       | 42       | 2        | 65       |
| No Boundaries              | - 發行日期：2010年6月10日 - 唱片公司：環球唱片 - 釋出形式：數位音樂下載、CD              | 7        | —        | —        | —        | 32       | —        | —        | —        | 12       | 8        | —        |
| Visa vid vindens ängar     | - 發行日期：2011年6月15日 - 唱片公司：環球唱片 - 釋出形式：數位音樂下載、CD              | 7        | —        | —        | —        | —        | —        | —        | —        | —        | 40       | —        |
| Christmas Tales            | - 發行日期：2012年11月23 - 唱片公司：Grappa Musikkforlag AS - 釋出形式：數位音樂下載、CD | 34       | —        | —        | —        | —        | —        | —        | —        | —        | —        | —        |
| Trolle og den magiske fela | - 發行日期：2015年12月2日 - 唱片公司：Alexander Rybak AS - 釋出形式：數位音樂下載、CD    | —        | —        | —        | —        | —        | —        | —        | —        | —        | —        | —        |
| "—" 表示不在排行榜上       |                                                                                          |          |          |          |          |          |          |          |          |          |          |          |